# Scopula sanguinifissa
Scopula sanguinifissa là một loài bướm đêm trong họ Geometridae.